# Mysz Kaguya
Mysz Kaguya (3 lutego 2003 – 2005) – mysz domowa, pierwszy ssak powstały z połączenia materiału genetycznego dwóch samic, który dożył wieku dorosłego.
Kaguya urodziła się 3 lutego 2003 roku i padła po 793 dniach, co wskazywało, że posiadanie genów od dwóch samic może wydłużać długość życia. Była pierwszym zdolnym do życia ssakiem partenogenetycznym. Jej imię zaczerpnięto z japońskiej baśni o księżycowej księżniczce Kaguya-hime.
Rozmnażanie partenogenetyczne występuje m.in. u roślin, owadów i gadów. U ssaków prawidłowy rozwój embrionu wymaga udziału zarówno genomu matczynego, jak i ojcowskiego. Ssacze zarodki zawierające jedynie matczyny materiał genetyczny obumierają na wczesnym etapie embriogenezy, u myszy – w ciągu 10 dni, u owcy i świni – 21 dni. Przeszkodą w rozwoju embrionów ssaków na drodze partenogenezy jest imprinting genomowy.

## Przebieg eksperymentu
Kaguya była rezultatem eksperymentu przeprowadzonego przez zespół naukowców pod kierownictwem Tomohiro Kono, biologa z Tokyo University of Agriculture. Wyhodowano ją dzięki zwiększeniu aktywności genu Igf2 i monoallelicznej ekspresji genu H19 w partenogenetycznych zarodkach. W tym celu stworzono zmodyfikowane genetycznie myszy mające delecję o wielkości 13 kb (tysięcy par zasad) w jednostce transkrypcyjnej i regionie o zróżnicowanej metylacji genu H19, które zostały dawcami oocytów. Delecja ta umożliwiła ekspresję Igf2. W normalnym embrionie ekspresji ulega matczyna kopia genu H19 i ojcowska kopia genu Igf2. Rozwój zarodka zawierającego wyłącznie ojcowskie chromosomy (H19 jest wyciszony) jest upośledzony i kończy się jego śmiercią. W embrionie zawierającym wyłącznie matczyne chromosomy (Igf2 jest wyciszony) dochodzi do niedorozwoju tkanek pozazarodkowych, co skutkuje jego obumarciem.
Zmodyfikowane genetycznie myszy uzyskano przez iniekcję celowanych komórek CCE ES do blastocyst myszy ze szczepu C57BL/6J, a następnie skrzyżowano wstecznie z samicami ze szczepu C57BL/6J. Od powstałych jednodniowych myszy pobrano oocyty w diplotenie. DNA tych komórek nie miało w pełni nałożonego matczynego imprintingu, przez co imitowały one plemniki. Od myszy ze szczepu B6D2F1 pobrano oocyty na etapie pęcherzyka zarodkowego i owulowane oocyty w metafazie II. Następnie za pomocą inaktywowanego wirusa Sendai dokonano fuzji oocytów diplotenowych z pozbawionymi jąder oocytów na etapie pęcherzyka zarodkowego. Zrekonstruowane oocyty hodowano w pożywce MEM przez 14 godzin do osiągnięcia przez nie stadium metafazy II. Potem ich jądra przeniesiono do owulowanych oocytów w metafazie II. Następnie zrekonstruowane oocyty aktywowano chemicznie. Uzyskane embriony hodowano przez 3 dni w pożywce M16, w atmosferze 5% dwutlenku węgla, 5% tlenu i 90% azotu, w temperaturze 37 °C.
Otrzymane blastocysty wszczepiono do macic 26 samic, z czego 24 zaszły w ciążę. Łącznie wszczepiono 343 zarodki, z czego 246 (71,7%) się zagnieździło. Na świat przyszło 28 młodych, z czego 18 martwych i 10 żywych. Z 10 żywo urodzonych młodych przy życiu utrzymały się tylko 2, reszta była opóźniona w rozwoju i padła w ciągu 15 minut. Z dwóch myszy, które przeżyły, jedną nazwano Kaguya, dożyła ona okresu dorosłości i po kopulacji z samcem wydała na świat zdrowe potomstwo. Drugą mysz uśmiercono w celu wykorzystania do analizy ekspresji genów. Wyniki eksperymentu opublikowano na łamach „Nature” w kwietniu 2004 roku. Dostarczyły one bezpośrednich dowodów, że imprinting genomowy blokuje rozwój ssaczych embrionów na drodze partenogenezy.

### Analiza fenotypów
Fenotypy myszy partenogenetycznych były podobne do grupy kontrolnej. Grubość pępowiny myszy partenogenetycznych mieściła się w normie, ale masa ich łożysk była znacząco mniejsza niż w grupie kontrolnej. Masa urodzeniowa myszy partenogenetycznych, które przeżyły, była zbliżona do masy myszy w grupie kontrolnej. Badanie histopatologiczne opóźnionych w rozwoju żywo urodzonych młodych wykazało niedorozwój wątroby i atrofię łożyska, ale z zachowaną funkcjonalnością. Masa urodzeniowa ciała była też znacząco mniejsza niż masa myszy z grupy kontrolnej.

### Analiza ekspresji genów
Analiza techniką mikromacierzy oligonukleotydowych pokazała, że:
- wszystkie analizowane geny podlegające piętnowaniu uległy ekspresji na znormalizowanym poziomie u myszy partenogenetycznych, jedynie dwa z tych genów: Grb10 i Nnat wykazywały odpowiednio dwukrotnie zwiększoną lub dwukrotnie zmniejszoną ekspresję u myszy partenogenetycznych niż w grupie kontrolnej,
- od 11 do 42 (średnio 30) genów wykazywało różnicę w ekspresji genów większą niż dwa razy w porównaniu z grupą kontrolną, wśród nich tylko gen Dlk1 wykazywał zmiany w ekspresji u wszystkich badanych osobników partenogenetycznych.

Analiza ilościowa RT-PCR w czasie rzeczywistym wykazała, że:
- geny IGF2 i H19 były eksprymowane na podobnym poziomie w głównych organach u myszy partenogenetycznych, co w grupie kontrolnej,
- gen Gtl2 był eksprymowany na poziomie dwa – cztery razy wyższym u osobników opóźnionych w rozwoju niż w grupie kontrolnej,
- gen Dlk1 eksprymowany był w płucach, mięśniach i sercu w grupie kontrolnej, tylko w płucach i mięśniach u myszy partenogenetycznej, która przeżyła, a u opóźnionych w rozwoju tylko w mięśniach.

Badacze stwierdzili, że spadek ekspresji Gtl2 i aktywacja Dlk1 mogły być jedną z przyczyn normalnego rozwoju dwóch partenogenetycznych myszy, które przeżyły. Oba geny podlegają imprintingowi w trakcie spermatogenezy.